# 小行星2916
小行星2916（2916 Voronveliya）是一颗围绕太阳公转的小行星。1978年8月8日，尼古拉·切爾尼赫在克里米亚发现了此天体。
該小行星以俄羅斯天體物理學家和天文學家鮑里斯·沃隆佐夫-韋利亞米諾夫命名。
这颗小行星的绝对星等为244.43796等。